# Les vides de Marona
Les vides de Marona (originalment en francès, L'extraordinaire Voyage de Marona) és un llargmetratge d'animació franco-belga-romanès del 2019 dirigit per Anca Damian i escrit per Anghel Damian. La pel·lícula explica la història de la vida d'una gossa mentre passa per diversos propietaris i aprèn a afrontar els reptes de ser una mascota. El 2020 va estrenar-se el doblatge en català.

## Repartiment
- Lizzie Brocheré com a Nine/Ana/Sara/Marona
- Bruno Salomone com a Manole
- Thierry Hancisse com a Istvan
- Annie Mercier com a la mare d'Istvan
- Nathalie Boutefeu com a Solange
- Georges Claisse com a l'avi de Solange

## Rebuda

### Crítica
Al lloc web d'agregador de ressenyes Rotten Tomatoes, Les vides de Marona té una puntuació d'aprovació del 96% basada en 23 comentaris, amb una puntuació mitjana de 8 sobre 10. A Metacritic, la pel·lícula té una puntuació mitjana de 77 sobre 100 basada en 7 crítiques, la qual cosa indica "crítiques generalment favorables".
La pel·lícula ha rebut crítiques majoritàriament positives amb comentaris sobre el seu estil visual únic. Escrivint al The New York Times, Teo Bugbee va assegurar que "les imatges apareixen enganxades com un collage, amb elements reunits a partir d'estils diferents". Reuben Baron de CBR va destacar la combinació única d'elements dibuixats a mà i generats per ordinador: "Els dibuixos pintats a mà i amb llapis de colors coexisteixen amb el digital; l'animació va des d'extremadament fluida fins a hiperlimitada, de vegades en diferents elements d'un mateix pla".
Les vides de Marona també ha estat aplaudida per evitar un enfocament de narració formulada, i per explorar els temes de pertinença i amor d'una manera reflexiva. Michael Ordoña, del Chicago Tribune, va afirmar que "enmig dels adorns de la història d'un simpàtic gos hi ha meditacions sobre la necessitat del propòsit, la senzillesa de l'alegria i l'alegria de la senzillesa, la voluntat de ser lleial i compromès, i el desamor que tantes vegades acompanya". De la mateixa manera, Matt Zoller Seitz va dir que "aquesta és una pel·lícula sobre l'existència, sobre la veritat ordinària però sovint esquinçadora del que significa viure, envellir i morir, deixant un llegat d'amor i penediment, i no necessàriament fills o èxits".

### Premis i nominacions
| Any  | Premi                                                  | Categoria                                                        | Resultat  | Ref.   |
| ---- | ------------------------------------------------------ | ---------------------------------------------------------------- | --------- | ------ |
| 2019 | Festival Internacional de Cinema d'Animació de Bucheon | Millor llargmetratge d'animació                                  | Guanyador | [ 10 ] |
| 2019 | Festival Europeu de Cinema Fantàstic d'Estrasburg      | Premi especial del jurat                                         | Guanyador |        |
| 2020 | Festival Internacional de Cinema de Dublín             | Premi especial del jurat de la crítica cinematogràfica de Dublín | Guanyador | [ 11 ] |
| 2019 | Premis del Cinema Europeu                              | Llargmetratge europeu d'animació                                 | Nominat   | [ 12 ] |
| 2019 | Festival Internacional de Cinema de Gijón              | Premi del Públic                                                 | Guanyador | [ 13 ] |
| 2020 | Tokyo Anime Award                                      | Llargmetratge d'animació - Gran Premi                            | Guanyador | [ 14 ] |